# Roman Řehounek
Roman Řehounek (Pardubice, 27 de novembre de 1971) va ser un ciclista txecoslovac, d'origen txec, que s'especialitzà en la pista, concretament en el tàndem. Va guanyar dues medalles d'or, als Campionats del Món de l'especialitat.

## Palmarès
- 1985
  -  Campió del món en Tàndem (amb Vítězslav Vobořil)
- 1986
  -  Campió del món en Tàndem (amb Vítězslav Vobořil)